# Socarrats (gentilici)
Socarrats és un popular gentilici per a referir-se els veïns i naturals de Xàtiva (la Costera), per raó d'haver estat cremada durant la Guerra de Successió. De fet, a Xàtiva tenen un retrat de Felip V penjat cap per avall al Museu de l'Almodí. Darrerament, però, aquest malnom ha començat a fer-se servir per fer referència a tots els pobles que patiren la repressió borbònica i, per extensió a tots els catalans. Així a banda de les Associacions Colla la Socarrada de dolçainers de Xàtiva, o la Colla Castellera Socarrats també de Xàtiva. Han sorgit diferents associacions com l'Associació Cultural Socarrats de Vila-real.
També recentment, s'ha proposat l'agermanament de Xàtiva i Lleida, les dues ciutats més importants dels Països Catalans que foren incendiades.